# Anders Gustaf Ekeberg

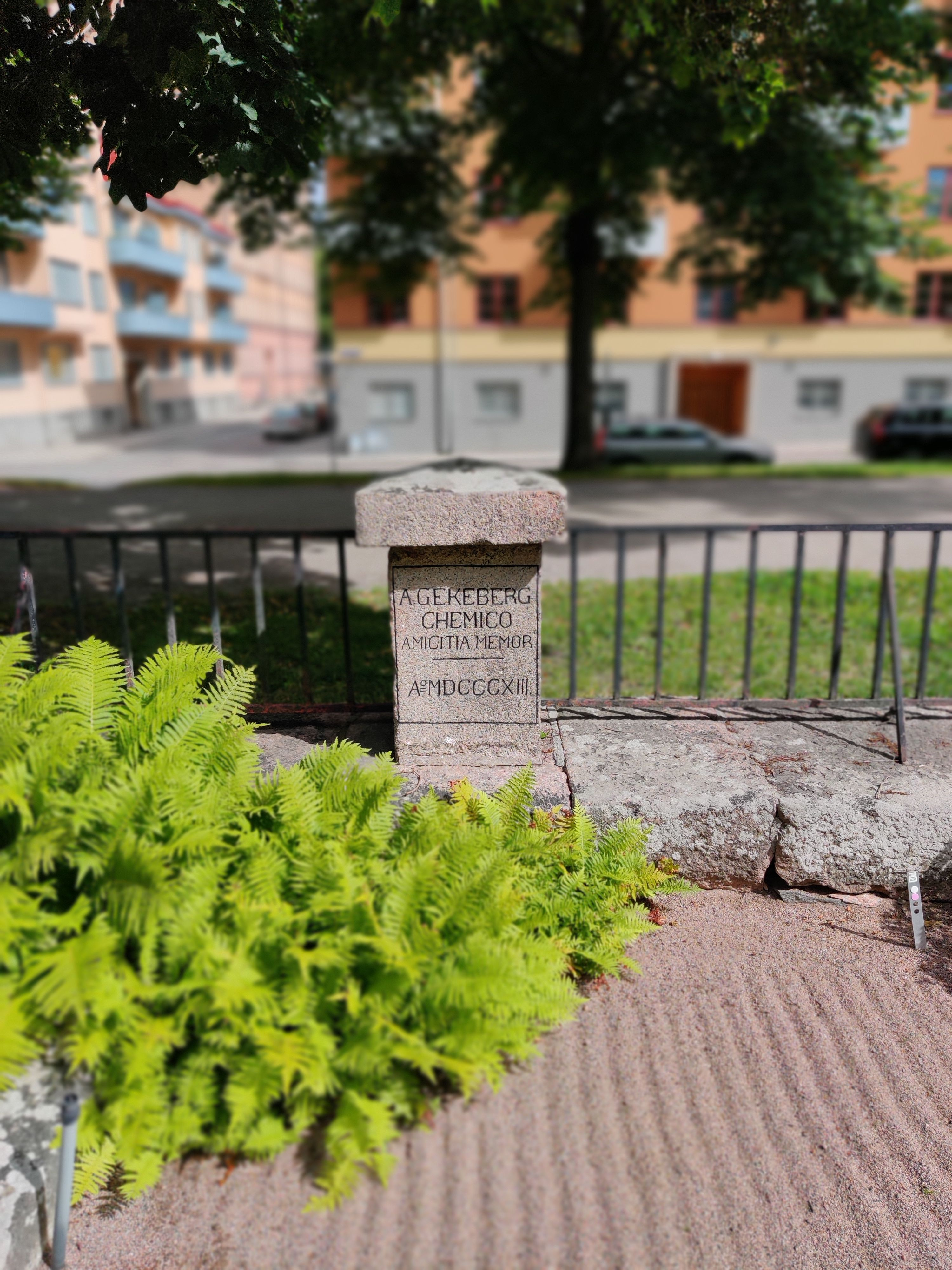
gravvården på Uppsala gamla kyrkogård

Anders Gustaf Ekeberg, född 16 januari 1767 i Stockholm, död 11 februari 1813 i Uppsala, var en svensk kemist som 1802 upptäckte grundämnet tantal.

## Biografi
Anders Gustaf Ekeberg var son till skeppsbyggmästaren Joseph Eric Ekeberg (bror till Karl Gustaf Ekeberg) och Hedvig Ulrica Kilberg, och tillhörde den Ekebergska släkt som härstammar från Djursholm. Under barndomen försvagade en förkylning hans hörsel, ett handikapp som senare under livet skulle reducera karriärmöjligheterna. 
Han fick först privat undervisning vid Söderåkra prästgård i Kalmar, studerade sedan i Västervik, och inskrevs 1784 vid Uppsala universitet. Där hade han hjälp och stöd av sin farbror och av Johan Låstbom, och undervisades av Carl Peter Thunberg. Han disputerade pro exercitio 1787 och pro gradu följande år, samt promoverades till filosofie magister 1788. Han företog därefter en studieresa till Greifswald och Berlin som han fått stipendium till, och blev en stund efter hemkomsten, 1794, auskultant vid Bergskollegium och docent i kemi i Uppsala. 1799 blev han adjunkt och laborator i kemi i Uppsala. Han invaldes 1799 som ledamot nummer 294 av Kungliga Vetenskapsakademien. Två år senare blev han blind på ena ögat efter en explosion.
De flesta av Ekebergs vetenskapliga uppsatser finns publicerade i Vetenskapsakademiens handlingar. Tillsammans med Pehr von Afzelius föreslog han 1795 de svenska namnen för syre, väte och kväve i broschyren Försök till svensk nomenklatur för chemien, lämpad efter de sednaste upptäckterne. Samma år utkom han med en uppsats i Litteraturtidning. Båda alstren utgav han anonymt, förmodligen för att inte stöta sig med sin överordnade professor Johan Afzelius. Till hans lärargärning hör att han presiderade över Jöns Jacob Berzelius disputation 1800.
Ekeberg gjorde flera vetenskapliga upptäckter, bland annat en metod för tillverkning av ett slags mycket starkt, klart och genomskinligt porslin. Dess sammansättning höll han dock hemlig, och hemligheten följde honom i graven. 
Han gav också ut litterära arbeten, där Ode öfver nordiska kriget (1788) och Tal öfver freden mellan Sverige och Ryssland (1790) är de mest bekanta.
Anders Gustaf Ekeberg förblev ogift.